# Internationale Buchkunst-Ausstellung

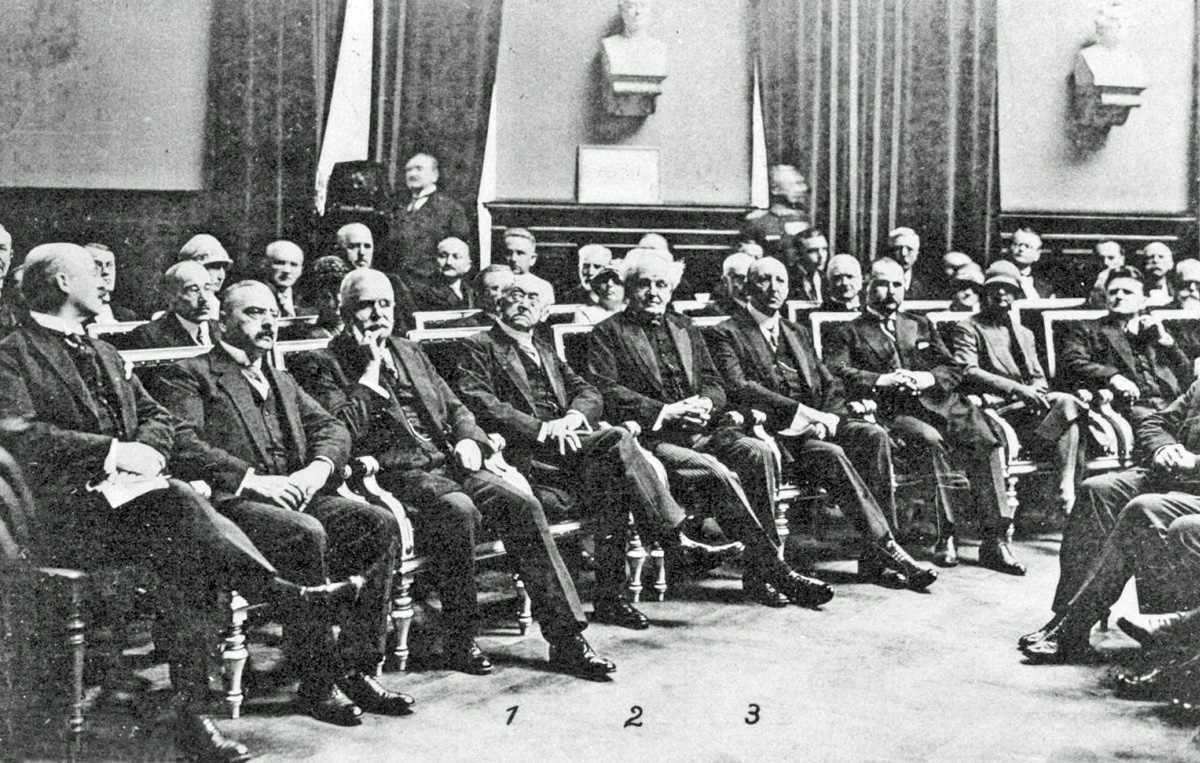
Eröffnung der IBA 1927 mit Oberbürgermeister Karl Rothe (1), Adolf von Harnack (2) und Gerhart Hauptmann (3)

Die Internationale Buchkunst-Ausstellung (IBA) war eine Leistungsschau der Buchgestaltung in Leipzig. Die erste Ausstellung dieser Art fand als Einzelausstellung 1927 statt. Während der Zeit der DDR wurden solche Ausstellungen in einem sechsjährlichen Rhythmus veranstaltet.

## Die Ausstellung 1927
Nach der den gesamten Bereich der Buchproduktion umfassenden Internationalen Ausstellung für Buchgewerbe und Graphik (Bugra) von 1914 kam auf Initiative des „Vereins deutscher Buchkünstler“ 1927 die Internationale Buchkunst-Ausstellung (IBA) zustande. Sie fand vom Juni bis September im Grassimuseum statt, das sich damals noch in seinem Gebäude am Königsplatz (heute Wilhelm-Leuschner-Platz) befand.

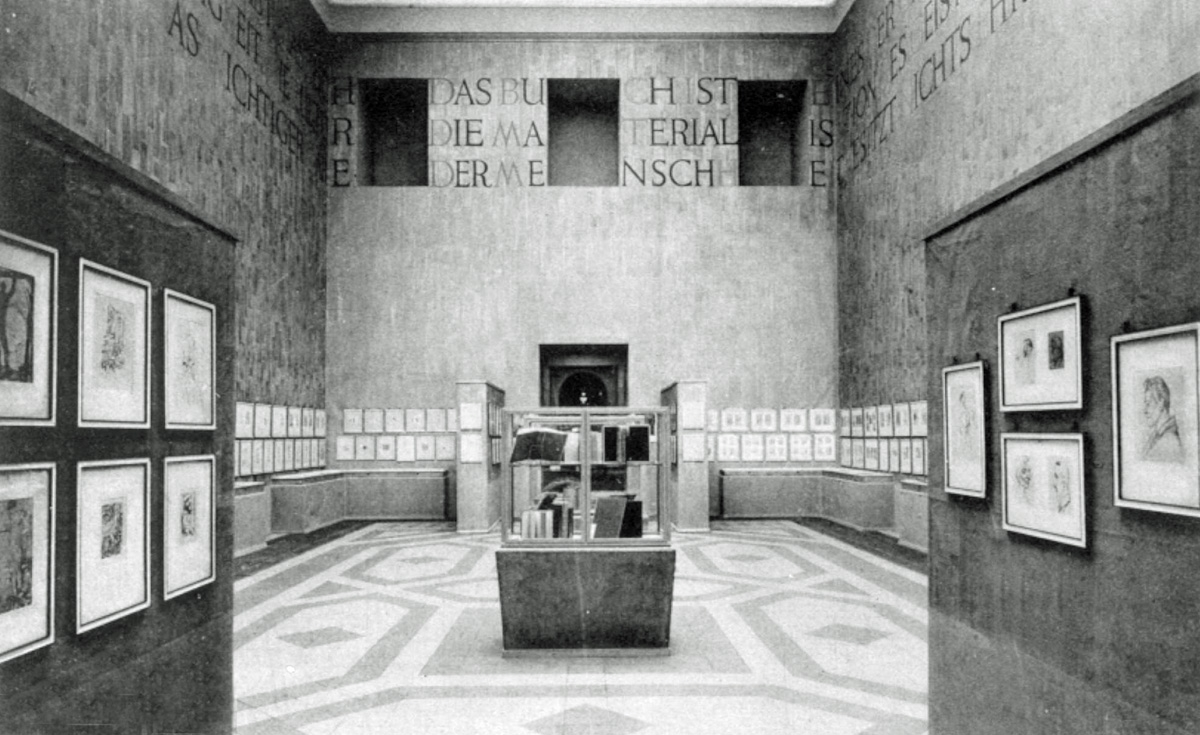
Ausstellungsraum im Grassimuseum
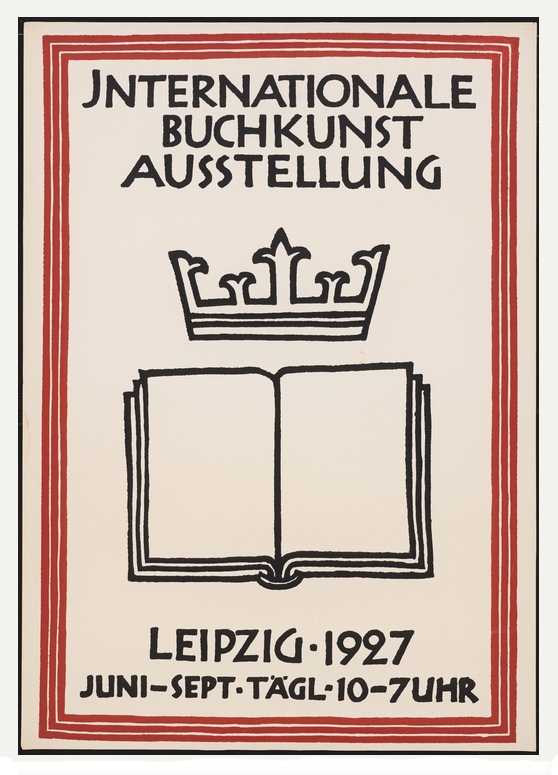
Plakat von Rudolf Koch
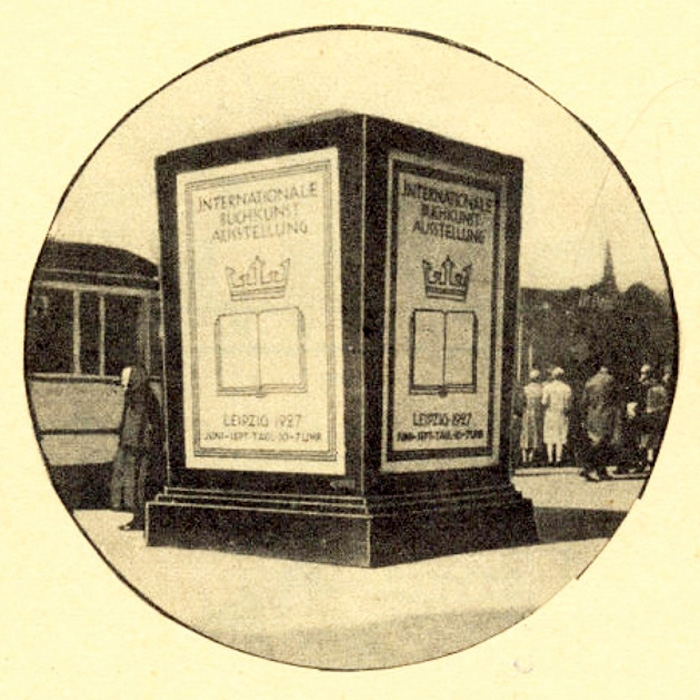
Werbesäule auf einer Postkarte zur IBA 1927

Als Vorsitzender des Ausstellungspräsidiums fungierte Hugo Steiner-Prag. Besondere Unterstützer, sogenannte Protektoren der Ausstellung, waren Gerhart Hauptmann, Thomas Mann, Stefan Zweig, Ricarda Huch, Max Liebermann, Max Slevogt, Henry van de Velde und Adolf von Harnack.
Insgesamt zeigten etwa 1100 Künstler aus 21 Ländern über 20.000 Werke der Buchgestaltung und Grafik. Vertreten waren beispielsweise Ernst Barlach, Lovis Corinth, Raoul Dufy, Wladimir Faworski, Rockwell Kent, El Lissitzky, Emil Orlik und Maurice Utrillo. Zur Ausstellung wurde unter Mitwirkung von Hans H. Bockwitz, Karl Kellner und Hugo Steiner-Prag ein 353-seitiger Katalog herausgegeben.
Die Internationale Buchkunst-Ausstellung gab der Buchgestaltung in vielen Ländern bedeutende Impulse. Eine langfristige Zusammenarbeit oder gar eine weitere Ausstellung wurden durch die Machtübernahme der Nationalsozialisten 1933 unmöglich gemacht.
Mit der Errichtung der Conditorei Pavillon in den Anlagen des Promenadenrings hatte die Ausstellung für Leipzig noch eine nachhaltige Nebenwirkung.

## Die Fortsetzung in der DDR

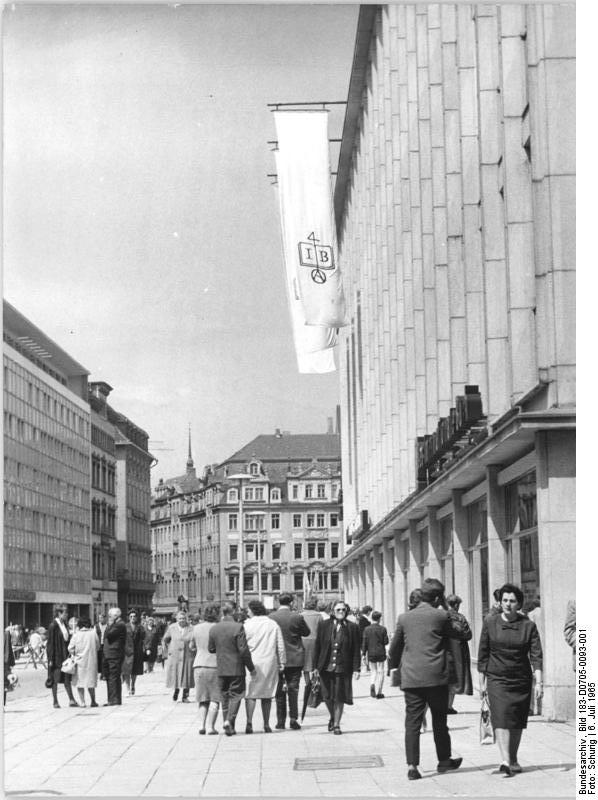
IBA 1965 im Messehaus am Markt

Auf Initiative von Verlagen, Buchkünstlern und der polygrafischen Industrie kam es 1959 wiederum zu einer Internationalen Buchkunst-Ausstellung (IBA) in Leipzig. Buchgestalter aus 34 Ländern zeigten ihre Exponate, darunter Fritz Cremer, Hans Erni, William Gropper (1897–1977), Lea Grundig, Gyula Hincz (1904–1986),  Jean Lurçat, Frans Masereel, Giacomo Manzù, Pablo Picasso, Helena Scigala (Urkunde 1965) und José Venturelli (1924–1988).

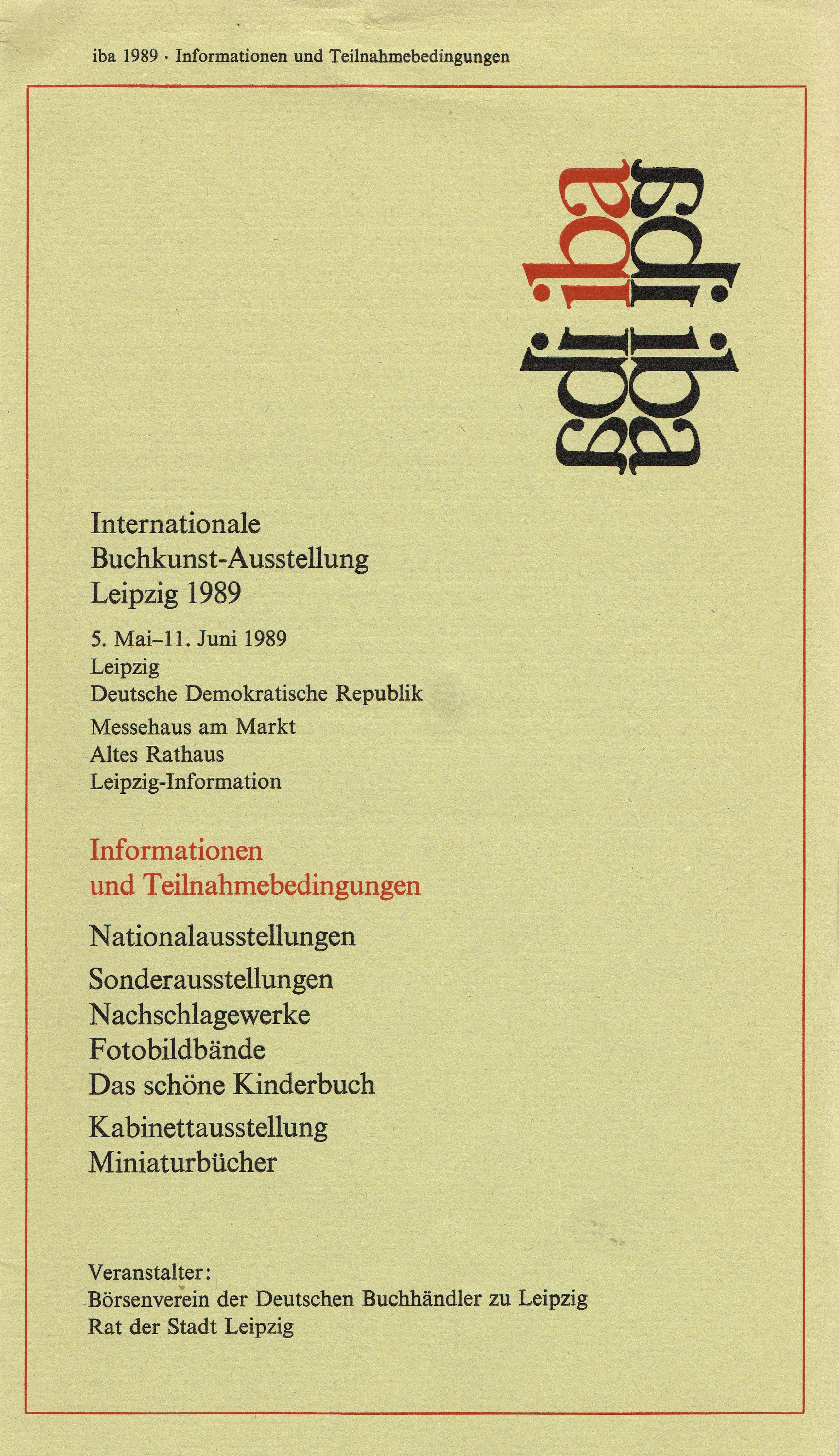
Faltblatt mit Informationen und Teilnahmebedingungen zur Internationale Buchkunst-Ausstellung Leipzig 1989

In solchen Ausstellungen sah die DDR eine Möglichkeit, ihr internationales Renommee zu verbessern, und so fanden die Internationalen Buchkunst-Ausstellungen (IBA) in Leipzig nunmehr bis 1989 in einem sechsjährlichen Rhythmus statt, der mit der Ausstellung 1982 statt 1983 unterbrochen wurde. Für die besten Arbeiten wurden Gold-, Silber- und Bronze-Medaillen vergeben, außerdem Ehrende Anerkennungen. Die Ausstellung 1977 verzeichnete rund 51.000 Besucher, und 1982 waren Verlage und Künstler aus rund 80 Staaten vertreten. Die Ausstellungen waren jeweils begleitet von Sonderausstellungen und internationalen Wettbewerbsschauen für Grafik und Illustration. Mit dem Neubau des Messehauses am Markt waren sie ab 1965 dort angesiedelt.
Im Rahmen der jährlichen Frühjahrsmesse Leipzig fand auch die Buchmesse Leipzig statt, dabei auch ab 1953 die Preisverleihung zum Wettbewerb Schönste Bücher der DDR